# Greckie Siły Ekspedycyjne
Greckie Siły Ekspedycyjne (Εκστρατευτικόν Σώμα Ελλάδος trb. Ekstrateftikon Soma Elados trl. Ekstrateytikón Sṓma Elládos) – grecka formacja wojskowa służąca rotacyjnie podczas wojny koreańskiej w ramach tzw. wojsk ONZ.

## Historia
Po wybuchu wojny koreańskiej (25 czerwca 1950) i zaproponowanej przez USA rezolucji ONZ o wsparciu Korei Południowej, na Półwysep przybyły wielonarodowe wojska ONZ (ang. UN Command) pod dowództwem USA. W ich skład wszedł grecki 849-osobowy wzmocniony batalion piechoty pod dowództwem ppłk Dionysiosa Arbouzisa oraz oddział lotniczy z 355 eskadry transportowej złożony z 67-osobowego personelu lotniczego, wyposażony w 7 samolotów transportowych Douglas C-47 Skytrain, tworzące Greckie Siły Ekspedycyjne. Pierwotnie greckie władze zamierzały wysłać brygadę piechoty, ale informacje o ofensywie wojsk USA, sugerujące szybkie zakończenie wojny, spowodowały zredukowanie oddziału do wielkości wzmocnionego batalionu.
Oddział lotniczy przybył do Korei Południowej 11 listopada 1950, po czym został podporządkowany 374 Skrzydłu USAF, stacjonującemu w Daegu. W ślad za nim 9 grudnia do Pusan przybył też batalion piechoty. Składał się on z żołnierzy pochodzących z 1, 8 i 9 Dywizji Piechoty, którzy zgłosili się na ochotnika. W poł. grudnia przeszedł do Suwon, gdzie podporządkowano go amerykańskiemu 7 pułkowi kawalerii w składzie 1 Dywizji Kawalerii jako 4 batalion. Od końca stycznia do marca 1951 Grecy uczestniczyli w walkach z wojskami Chińskimi Ochotnikami w rejonie Icheon. Pod koniec kwietnia prowadzili walki obronne w okolicy Seulu. Od połowy maja greccy lotnicy bazowali na lotnisku w Gimpo. Na początku sierpnia batalion walczył z Chińczykami w rejonie Churadong, zaś na początku października na wzgórzu 313 (Scotch Hill), tracąc 28 zabitych. Pod koniec sierpnia batalion został powiększony do 1063 żołnierzy, osiągając w kwietniu 1955 (już po rozejmie) maksymalną liczebność 2163 ludzi. W styczniu 1952 Grecy przeszli pod zwierzchnictwo amerykańskiego 15 pułku piechoty z 3 Dywizji Piechoty. W połowie marca uczestniczyli w kolejnej bitwie z Chińczykami. 23 marca jedna kompania batalionu została odkomenderowana do ochrony obozu jenieckiego na wyspie Geoje-do. Na początku sierpnia batalion toczył ciężkie walki obronne na wzgórzu 167 w okolicy Imjingang, zaś pod koniec września na wzgórzu Nori Hill. Pod koniec października przeszedł do rejonu Ch'ŏrwŏn, gdzie w połowie grudnia okrążył i zniszczył chińską kompanię. 27 grudnia 14 Greków zginęło w katastrofie lotniczej w Jinhae. W poł. marca 1953 batalion walczył na wzgórzu 438, po czym przetransportowano go na północ od Ch'ŏrwŏn. Od połowy czerwca do końca lipca, kiedy doszło do zawieszenia broni, toczył ostatnie ciężkie walki obronne z Chińczykami. Po rozejmie przybył drugi batalion, który wymienił pierwszy, ale nie wziął już udziału w walkach.
Łączne straty Greków w wojnie koreańskiej wyniosły 194 zabitych i 459 rannych. Oddział lotniczy wykonał ogółem 2916 lotów transportowych, tracąc 12 żołnierzy i 2 samoloty C-47. Liczebność Greckich Sił Ekspedycyjnych do grudnia 1955 została zredukowana do 191 żołnierzy, zaś do maja 1958 pozostała w Korei jedynie sekcja reprezentacyjna w składzie 1 oficera i 9 szeregowych.